# BSt Bauart U3l
Unter der Bezeichnung U3l führte die Berliner Straßenbahn (BSt) eine Serie von 160 Triebwagen, die Anfang der 1920er Jahre aus Berolina-Wagen umgebaut wurden. Die Fahrzeuge waren nur knapp zehn Jahre im Fahrgastverkehr unterwegs, versahen danach aber ihren Dienst als Arbeitstriebwagen noch bis in die 1950er Jahre. Zwei Wagen sind als historische Fahrzeuge erhalten geblieben.

## Entwicklung
1919/20 kam es zum Zusammenschluss der verschiedenen Straßenbahngesellschaften Berlins und der 1920 im Zuge des Groß-Berlin-Gesetzes eingemeindeten Vororte. Damit verbunden war die angestrebte Vereinheitlichung und Verjüngung des Fuhrparks. Ab 1921 begann die Nationale Automobil-Gesellschaft (NAG) in Berlin-Oberschöneweide mit dem Umbau von 160 Berolina-Triebwagen der Baujahre 1898 bis 1901. Die Wagen mussten zuvor alle zwei bis drei Jahre aufgearbeitet werden, da die Befestigungen der Plattformträger am Wagenkasten sich öfters lockerten und es somit infolge von eindringender Feuchtigkeit zur Rost- und Fäulnisbildung in den entstehenden Lücken kam.
Beim Umbau erhielten die Wagen ein neues Untergestell, dessen Radstand auf 2,8 Meter vergrößert wurde. Die Plattformen wurden gleichzeitig vergrößert um die Kapazität zu steigern und geschlossen. An den Stirnseiten wurde je ein Schiebefenster eingebaut, um das Weichenstellen direkt vom Fahrstand aus zu ermöglichen. Die Plattformen entsprachen damit im Grundaufbau der späteren Berliner Einheitsplattform. Die 70 Zentimeter breiten Türen an den Wagenenden wurden nach Dresdner Bauart unterteilt, die obere Hälfte als Faltfenster und die untere Hälfte als Umsetztür. Die Seitenfenster der nahezu unveränderten Wagenkästen wurden unterteilt, um Glas einzusparen. Anstelle der Aufteilung groß – klein – groß wurden die beiden großen Fenster im unteren Drittel halbiert, im oberen Drittel geviertelt. Die neu entstandenen Fensterholme wurden braun gestrichen, wodurch optisch der Eindruck von nach wie vor drei Fenstern erweckt wurde.
Die Bezeichnung U3l kann nur teilweise aufgeklärt werden, U steht für Umbauwagen, das l für Längssitze, die Bedeutung der 3 ist dagegen unklar.
Nach der Hyperinflation erhielten die Triebwagen eine verbesserte elektrische Ausrüstung mit stärkeren Motoren des Typs USL 253 mit 34 Kilowatt Leistung.
Die Fahrzeuge waren nur knapp zehn Jahre im Einsatz. 1931/32 wurden 100 Mitteleinstiegs-Triebwagen bei NAG konstruiert, die die Fahrmotore der U3l verwendeten und als Umbautyp U3m, ab 1934 als TM 31 U, eingesetzt wurden. Der Prototyp der Serie mit Wagennummer 3600III hatte zudem das Fahrgestell eines U3l-Wagens eingebaut bekommen. 1933/1934 wurden die verbliebenen 60 Fahrmotore für die Umbauart U4, ab 1934 als T 33 U bezeichnet, verwendet. Die U3l-Wagen erhielten daraufhin brauchbare Motoren aus Altbaufahrzeugen, vorrangig nicht umgebaute Berolina-Wagen, und wurden in den Arbeitswagenbestand übernommen. Während des Zweiten Weltkrieges dienten die Wagen vor allem dem Stadtgüter- und Markthallenverkehr. Nach 1945 wurde das Gros der Wagen ausgemustert, die bei der BVG-Ost verbliebenen Wagen erhielten 1950 noch einen neuen Wagenkasten und wurden bis in die 1960er Jahre genutzt.
Zwei der Wagen, 3051II und 3110II, sind als historische Fahrzeuge im Zustand der 1920er Jahre hergerichtet worden. Wagen 3051II erhielt die 1924 eingeführte Lackierung in Chromgelb und Weiß und befindet sich in der Monumentenhalle des Deutschen Technikmuseums. Wagen 3110II ist in der ursprünglichen elfenbeinfarbenen Lackierung der beginnenden 1920er Jahre als fahrtüchtiger Museumswagen unterwegs.